# كلية المنارة (أستراليا)
كلية المنارة هي المدرسة الإسلامية المختلطة الأكبر في جنوب شرق ملبورن، أستراليا. أسست في عام 1992 بـ 22 طالبا، في 2017 إرتفع التسجيل لتقريبا 1800 طالب من ما قبل المدرسة إلى عمر 12 سنة. الكلية لها حرمان جامعيان، الحرم الجامعي الرئيسي واقع في شارع لويس، سبرينغفال والحرم الجامعي الثاني في شارع تيفندل، ضابط، الذي فتح في 2009.

## البرنامج الأكاديمي
طلبة كلية المنارة يواصلون إنجاز نتائج أكاديمية عالية جدا في شهادة فيكتوريا للتعليم. برع الطلاب أيضا في (يوم الرياضيات العالمي) والرياضيات الوطنية وعلم واختبارات ومسابقات معرفة القراءة والكتابة القياسية. كلية المنارة نشيطة في مسابقات المناقشة الإقليمية.

## الرياضة
للكلية برنامج رياضي، وتشترك في ألعاب المدارس الداخلية الرياضية مثل كرة القدم الأسترالية والكريكت وكرة السلة وكرة القدم. دروس السباحة للطلاب الابتدائيين تعطى بحذر لأمان الماء.

## النشاطات الدينية
تدرس في الكلية العلوم الإسلامية، اللغة العربية، صلاة الجمعة والصلوات اليومية وغيرها. كلية المنارة كانت مشاركة نشيطة في النشاطات الدينية المشتركة.

## التأريخ
أسس الكلية السيد محمد حسن، ككلية إسلامية في ضاحية نوبل بارك في ملبورن عاصمة ولاية فيكتوريا الأسترالية في عام 1992 ميلادية. حرم سبرينغفال الجامعي أنشأ في 1996 ميلادية. كلية المنارة مؤسسة غير ربحية ومجلس الكلية من الأهالي ومتطوعي الجالية يجتمعون شهريا. الكلية عضو مدارس فيكتوريا المستقلة (بالإنجليزية: Independent Schools Victoria)‏ أواختصارا (ISV) وعضو مؤسس في المجلس الأسترالي للتعليم الإسلامي في المدارس (بالإنجليزية: Australian Council of Islamic Education in Schools)‏ أو اختصارا (ACIES).